# Luc Indestege
Luc Indestege (Zonhoven, 5 februari 1901, Brussel, 11 juli 1974) was een Vlaams dichter en schrijver.
Hij studeerde Germaanse filologie aan de Katholieke Universiteit Leuven en promoveerde hier tot doctor in 1925 met een proefschrift over Henriette Roland Holst. Hij werd leraar aan het atheneum te Brussel en tussen 1952 en 1956 was hij lector Nederlands te Padua (Italië). Hij is voornamelijk bekend als dichter van melancholische verzen. Verder vertaalde hij ook werken van buitenlandse schrijvers en dichters en schreef hij werken over de Italiaanse letterkunde. In 1942 kreeg hij de August Beernaertprijs voor zijn dichtbundel Orpheus en Eurydice.

## Werken
- Vale dicere (dichtbundel) (1932)
- Andioenora (1934)
- Rondom Erasmus' Lof der zotheid (essay) (1937)
- De zeven hoofdzonden (1938)
- Orpheus en Eurudike (dichtbundel) (1941)
- XXIV Sonnetten (vertaling van dichtbundel van Louise Labé) (1945)
- Het geschil tussen dwaasheid en liefde (1946)
- Estuans intrinsecus (vertaling van vagantenliederen) (1950)
- Middelnederlandse geestelijke gedichten, liederen, rijmspreuken en exempelen uitgegeven naar een pas ontdekt handschrift van het einde der 15de eeuw, afkomstig uit het Windesheimer klooster "Ter Noot", te Tongeren (Kon. Vl. Acad. Taal en Lett., Gent 1951)
- Quaderno Fiorentino, Indrukken en gesprekken (werk over de Italiaanse letterkunde) (1951)
- De Jonge Leopardi (1957)
- Kroniek der Italiaanse letteren (1961)
- Laïs, Lyrisch spel in drie bedrijven (1964)
- Giovanni Papini (1968)
- Iets is voorgoed voorbij (postuum, 1976)